# Elida (Nou Mèxic)
Elida és una població dels Estats Units a l'estat de Nou Mèxic. Segons el cens del 2000 tenia 183 habitants.

## Demografia
Segons el cens del 2000, Elida tenia 183 habitants, 76 habitatges, i 50 famílies. La densitat de població era de 88,3 habitants per km².
Dels 76 habitatges en un 34,2% hi vivien nens de menys de 18 anys, en un 53,9% hi vivien parelles casades, en un 9,2% dones solteres, i en un 32,9% no eren unitats familiars. En el 30,3% dels habitatges hi vivien persones soles l'11,8% de les quals corresponia a persones de 65 anys o més que vivien soles. El nombre mitjà de persones vivint en cada habitatge era de 2,41 i el nombre mitjà de persones que vivien en cada família era de 3,02.
Per edats la població es repartia de la següent manera: un 27,3% tenia menys de 18 anys, un 9,3% entre 18 i 24, un 19,1% entre 25 i 44, un 25,1% de 45 a 60 i un 19,1% 65 anys o més.
L'edat mediana era de 43 anys. Per cada 100 dones de 18 o més anys hi havia 92,8 homes.
La renda mediana per habitatge era de 22.917 $ i la renda mediana per família de 25.250 $. Els homes tenien una renda mediana de 21.607 $ mentre que les dones 18.750 $. La renda per capita de la població era d'11.328 $. Aproximadament el 15,6% de les famílies i el 22,7% de la població estaven per davall del llindar de pobresa.

## Poblacions més properes
El següent diagrama mostra les poblacions més properes.